# Clasamentul pe medalii la Jocurile Olimpice de vară din 1924
Acesta lista este clasamentul pe medalii la Jocurile Olimpice de vară din 1924, cu toate țările care au cucerit medalii la Jocurile Olimpice de vară din 1924 de la Paris, în perioada 4 mai – 27 iulie. 3.089 sportivi din 44 de țări au participat. 
Pentru prima dată România și-a trimis o delegație oficial la Jocurile Olimpice: înaintea acestei date, un singur sportiv român a luat parte la ediția din 1900. România a și câștigat prima sa medalie olimpică, un bronz la proba de rugby.

## Tabelul medaliilor
Ordinea țărilor din acest tabel este în conformitate cu regulile oficiale publicate în convenția COI și cu informațiile oferite de către Comitetul Olimpic Internațional. Așadar, primele țări sunt luate în ordinea numărului de medalii de aur. Apoi, sunt luate în considerare medaliile de argint, iar mai apoi cele de bronz. Dacă scorul este egal, țările sunt ordonate alfabetic.
Pentru a sorta acest tabel după o anumită coloană, apăsați pe iconița  de lângă titlul coloanei.
Legendă
      Țara gazdă
      România
| Loc                   | Țară                             | Aur | Argint | Bronz | Total |
| --------------------- | -------------------------------- | --- | ------ | ----- | ----- |
| 1                     | Statele Unite ale Americii (USA) | 45  | 27     | 27    | 99    |
| 2                     | Finlanda (FIN)                   | 14  | 13     | 10    | 37    |
| 3                     | Franța (FRA)                     | 13  | 15     | 10    | 38    |
| 4                     | Marea Britanie (GBR)             | 9   | 13     | 12    | 34    |
| 5                     | Italia (ITA)                     | 8   | 3      | 5     | 16    |
| 6                     | Elveția (SUI)                    | 7   | 8      | 10    | 25    |
| 7                     | Norvegia (NOR)                   | 5   | 2      | 3     | 10    |
| 8                     | Suedia (SWE)                     | 4   | 13     | 12    | 29    |
| 9                     | Olanda (NED)                     | 4   | 1      | 5     | 10    |
| 10                    | Belgia (BEL)                     | 3   | 7      | 3     | 13    |
| 11                    | Australia (AUS)                  | 3   | 1      | 2     | 6     |
| 12                    | Danemarca (DEN)                  | 2   | 5      | 2     | 9     |
| 13                    | Ungaria (HUN)                    | 2   | 3      | 4     | 9     |
| 14                    | Iugoslavia (YUG)                 | 2   | 0      | 0     | 2     |
| 15                    | Cehoslovacia (TCH)               | 1   | 4      | 5     | 10    |
| 16                    | Argentina (ARG)                  | 1   | 3      | 2     | 6     |
| 17                    | Estonia (EST)                    | 1   | 1      | 4     | 6     |
| 18                    | Africa de Sud (RSA)              | 1   | 1      | 1     | 3     |
| 19                    | Uruguay (URU)                    | 1   | 0      | 0     | 1     |
| 20                    | Austria (AUT)                    | 0   | 3      | 1     | 4     |
| 20                    | Canada (CAN)                     | 0   | 3      | 1     | 4     |
| 22                    | Polonia (POL)                    | 0   | 1      | 1     | 2     |
| 23                    | Haiti (HAI)                      | 0   | 0      | 1     | 1     |
| 23                    | Japonia (JPN)                    | 0   | 0      | 1     | 1     |
| 23                    | Noua Zeelandă (NZL)              | 0   | 0      | 1     | 1     |
| 23                    | Portugalia (POR)                 | 0   | 0      | 1     | 1     |
| 23                    | România (ROU)                    | 0   | 0      | 1     | 1     |
| Total (27 de CON-uri) | Total (27 de CON-uri)            | 126 | 127    | 125   | 378   |